# Partizanska spomenica 1941.
Partizansku spomenicu 1941. ustanovilo je Predsjedništvo narodne obrane Nacionalnog komiteta oslobođenja Jugoslavije 14. rujna 1944. godine. Spomenica je dodijeljena svim prvoborcima, tj. borcima i rukovodiocima NOP-a, sudionicima NOP-a od 1941. godine. Spomenica se dodjeljivala kao znak priznanja za sudjelovanje u borbi i odanosti NOP. Prve spomenice bile su izrađivane u SSSR-u, a dodjeljivane su sve do 25. svibnja 1946. godine, kada je stupio na snagu Zakon o Partizanskoj spomenici 1941., prema kojem se uveo novi tip spomenice kojeg su dizajnirali Antun Augustinčić i Đorđe Andrejević Kun. Nosioci Spomenice imali su određene povlastice.
U Zakon o ordenima i medaljeama DFJ Partizanska je spomenica uvrštena na posljednje, osamnaesto mjesto odlikovanja, ali se kasnijim zakonima više ne tretira kao odlikovanje.
Dodijeljeno je oko 27.500 spomenica prvoborcima NOB-a.

## Poveznice
- Odlikovanja SFRJ